# Samolaco
Samolaco – miejscowość i gmina we Włoszech, w regionie Lombardia, w prowincji Sondrio.
Według danych na rok 2004 gminę zamieszkiwały 2834 osoby, 63 os./km².